# Joseph Brugevin
Joseph Brugevin (1736-1829) est un marin français ayant notamment participé à la traite négrière. 
Originaire de la Nouvelle-France, il y est baptisé le 8 avril 1736. À l’âge de 15 ans, il s’engage comme mousse sur le César de Québec. Il débarque à Bordeaux en 1752. Il gravit progressivement les échelons dans la marine : le 1er mai 1764, il est reçu comme capitaine au siège de l’amirauté de Guyenne. Il effectue trois expéditions négrières successives sur l’Aventurier. Il commande le Vaillant en 1775 pour exercer la traite au Mozambique en passant par Le Cap. En 1783, il repart sur la Licorne pour son troisième voyage au Mozambique, puis il effectue un quatrième voyage en 1787, partant de Bordeaux pour Saint-Domingue.
Le journal de l'une de ses expéditions est édité et constitue un témoignage de valeur pour les historiens en raison de la rareté de ce type d'ouvrage.
Il est décédé le 28 janvier 1829 à Bordeaux, à l'âge de 92 ans.